# 暗跗垂边蚜蝇
暗跗垂边蚜蝇（学名：Epistrophe melatarsis），一种发现于中华人民共和国吉林省磐石市的昆虫，隶属于食蚜蝇科垂边食蚜蝇属（垂边蚜蝇属）。

## 形态特征
正模标本为雄性成虫，体长9毫米，翅长9毫米。头顶黑色，复眼裸，颜、颊部为柠檬黄色，被黄毛，触角棕黄色。中胸背板黑色，具紫铜色光泽，中央具有一对明显灰白色粉被条纹。小盾片橘黄色，被毛橘黄色，仅后缘中央具有少许黑色长毛。足为橘黄色，后足跗节黑色。腹部呈长卵形，第一背板黄色；第2背板具1对大黄斑，使黑色区域呈倒“T”形；第3背板后缘具狭黑带，前缘中央突出，背板前缘中央具极细的黑条纹；第4背板黄色，后部具黑色狭横带，前缘中央略突出；第5背板黄色，后部及后腹节被黑毛。